# Kolczak rudawy

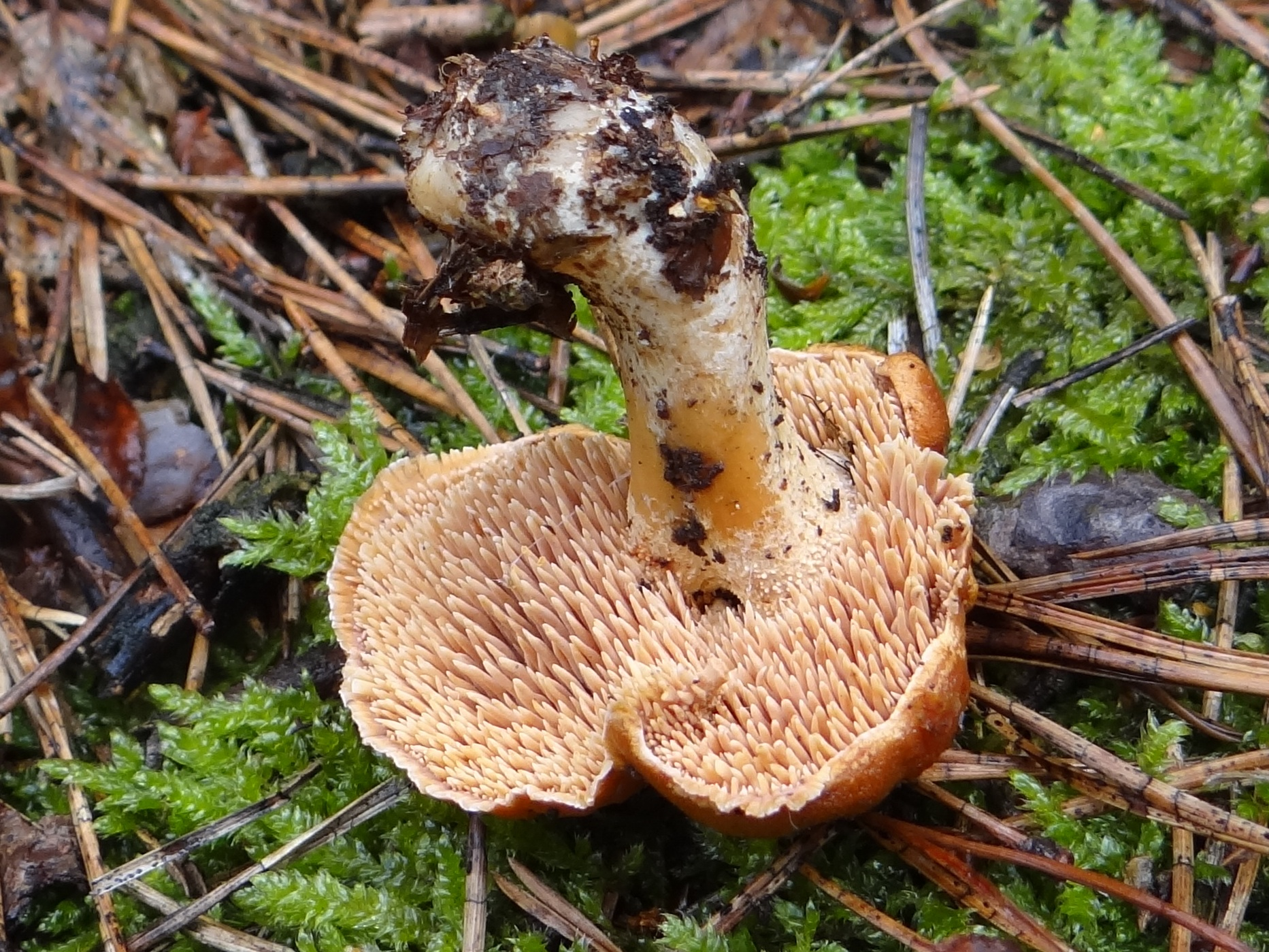
Kolce nie zbiegają na trzon

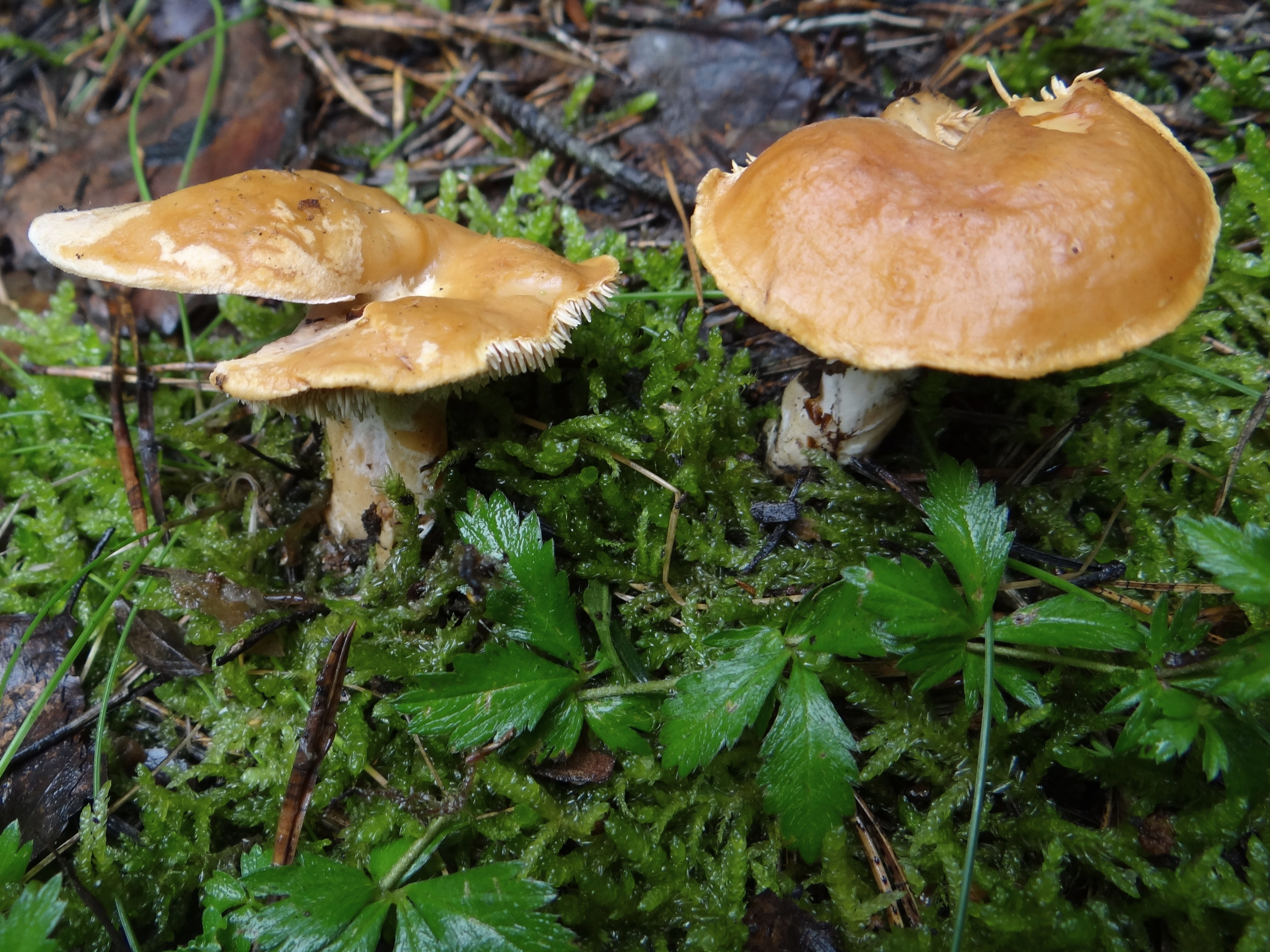

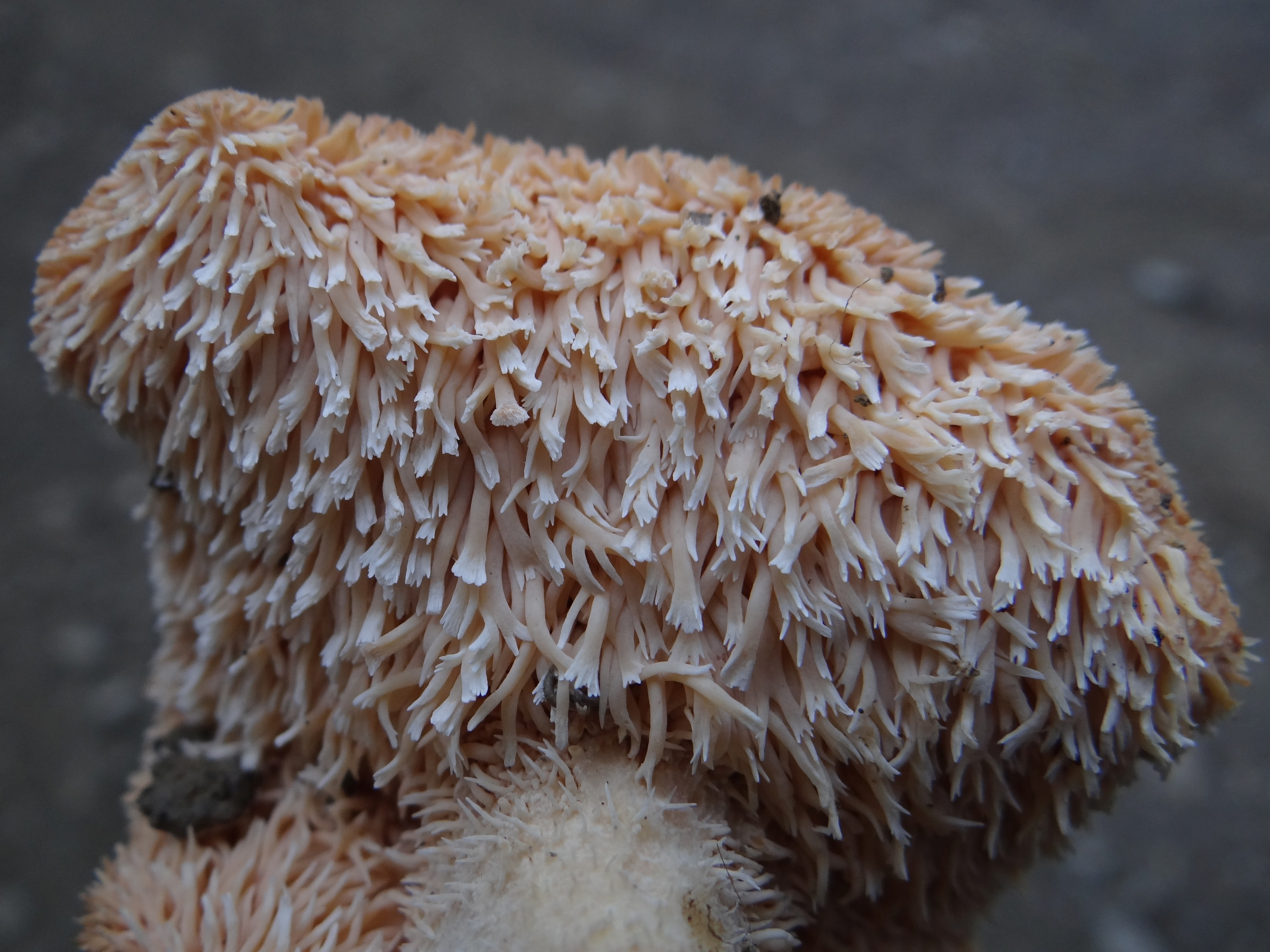
Starsze owocniki mają rozszczepione kolce

Kolczak rudawy (Hydnum rufescens Pers.) – gatunek grzybów należący do rodziny kolczakowatych (Hydnaceae).

## Systematyka i nazewnictwo
Pozycja w klasyfikacji według Index Fungorum: Hydnum, Hydnaceae, Cantharellales, Incertae sedis, Agaricomycetes, Agaricomycotina, Basidiomycota, Fungi.
Synonimy łacińskie:

- Dentinum rufescens (Pers.) Gray 1821
- Hydnum repandum f. rufescens (Pers.) Nikol. 1961
- Hydnum repandum subsp. rufescens (Pers.) Pers. 1825
- Hydnum repandum var. rufescens (Pers.) Barla 1859
- Hydnum sulcatipes Peck 1907
- Tyrodon rufescens (Pers.) P. Karst. 1889

Nazwę polską podali Barbara Gumińska i Władysław Wojewoda w 1983 r. W polskim piśmiennictwie mykologicznym gatunek ten opisywany był też jako kolczak czerwonożółty i kolczak rudy.

## Morfologia
Kapelusz
Średnica 3–8 cm, początkowo łukowaty, później płaskołukowaty, na koniec zagłębiony, powyginany. Brzeg ostry i falisty. Powierzchnia naga i gładka, początkowo w kolorze rdzawożółtym, później brązowopomarańczowym lub rdzawoczerwonym. Skórka u starszych owocników staje się gorzka.
Hymenofor
Kolczasty. Kolce o długości do 5 mm, gęste i kruche. Mają żółtopomarańczowy kolor i zazwyczaj nie zbiegają na trzon. U starszych owocników końce kolców często są rozszczepione.
Trzon
Wysokość 3–7 cm, grubość 1–2 cm, gruby, pełny, zazwyczaj centralny, ale czasami osadzony mimośrodowo. Ma białawy kolor z żółtopomarańczowymi plamami. Uciśnięty żółknie.
Miąższ
Kruchy i twardy, barwy żółtej lub rdzawoczerwonej. Smak i zapach niewyraźny.
Wysyp zarodników
Zarodniki szeroko eliptyczne lub niemal okrągłe, gładkie, o rozmiarach 6,5–9 × 5,5–8 μm.

## Występowanie i siedlisko
Występuje w Ameryce Północnej, Europie i Australii. W Polsce jest dość pospolity.
Rośnie na ziemi w lasach mieszanych, szczególnie pod jodłą i grabem. Owocniki pojawiają się od czerwca do listopada.

## Gatunki podobne
Nieco podobny jest kolczak obłączasty (Hydnum repandum), jednak jest jaśniejszy, zazwyczaj większy, kolce ma bladożółte i zazwyczaj zbiegające na przeważnie niecentryczny trzon. Obydwa te gatunki są często z sobą mylone. Od góry bardzo podobnie wygląda też pieprznik jadalny (Cantharellus cibarius), ale łatwo można go odróżnić, gdyż nie ma kolców lecz listewki.

## Znaczenie
Grzyb mikoryzowy. Jest grzybem jadalnym, ale o małej wartości; jest łykowaty i ciężkostrawny. Obydwa gatunki kolczaków w Niemczech były od dawna przez grzybiarzy zbierane i spożywano je bez szkody dla zdrowia.